# Ročno obločno varjenje
Ročno obločno varjenje MMA (ang. manual metal arc), je ročni postopek varjenja pri katerem se uporablja oplaščena odtaljiva elektroda. Električni tok je lahko izmeničen ali enosmeren. Z njim vzpostavimo električni oblok med elektrodo in varjencem, kateri tali osnovni material in elektrodo. Oplaščenje elektrode vzpostavi zaščitno atmosfero ki ščiti oblok in talino. Med varjenjem nastaja plast žlindre, ki prav tako varuje var pred zunanjo atmosfero, ter upočasnjuje ohlajanje vara. 
Zaradi vsestranskosti uporabe tega načina varjenja, kot tudi zaradi enostavnosti opreme ter postopka samega, je ročno obločno varjenje najpogostejša in najbolj razširjena metoda varjenja. Pred drugimi postopki prevladuje predvsem na področju popravljanja in vzdrževanja. Ta tip varjenja se še vedno pogosto uporablja pri varjenju jeklenih konstrukcij ter v industrijski proizvodnji, kljub temu da postopka MIG varjenje in MAG pridobivata na popularnosti. Z ročnim obločnim varjenjem lahko varimo poleg jekel še sivo litino, ter aluminijaste, nikljeve in bakrene zlitine.

## Razvoj
Po tem ko je Sir Humphry Davy leta 1800 odkril električni oblok, se je začelo počasi razvijati obločno varjenje. Proti koncu 19. stoletja se je razvil prvi varilni postopek, ki se je imenoval karbonsko obločno varjenje (ime izvira iz karbonske oziroma grafitne neodtaljive elektrode). Leta 1880 so razvili osnovno elektrodno držalo, kasneje leta 1890 pa prvi postopek obločnega varjenja s kovinsko odtaljivo elektrodo.
Na prehodu v 20. stoletje je Oscar Kjellberg predstavil prvo oplaščeno elektrodo, pri čemer je železno žico pomočil v zmes silikatov in karbonatov in tako dobil plašč elektrode. Te elektrode se na začetku niso uveljavile, zaradi visoke cene oplaščenja. Leta 1927 so se cene oplaščenja elektrod znižale. Tako se je odprla pot zahtevnejšim zmesem za oplaščenje, ki so se uporabljala za različne namene. Leta 1950 so v oplaščenje elektrode že začeli mešati železov prah, s čimer povečali izkoristek in hitrost varjenja.
Leta 1938 je K. K. Madsen razvil varianto obločnega varjenja, ki jo sedaj poznamo kot gravitacijsko varjenje. To je postalo močneje uporabljano okrog leta 1960, za uporabo v ladjedelnicah na Japonskem. Dandanes je uporaba gravitacijskega varjenja omejena. Še ena manj uporabljena različica tega procesa je eksplozijsko varjenje, ki ga je razvil približno v istem času Avstrijec George Haferguy.

## Postopek
Električni oblok med varjencem in elektrodo vzpostavimo tako, da med njima naredimo kratek stik. Ko se oblok vžge lahno potegnemo vstran, da se nam elektroda ne zlepi. Oblok tako začne taliti varjenec in odtaljivo elektrodo. Elektroda se odtaljuje v var, med tem pa oplaščenje razpada in se sproščajo plini, ki ščitijo var in oblok pred kisikom in drugimi atmosferskimi plini. Oplaščenje lajša in stabilizira gorenje obloka, legira in dezoksidira var,  poleg tega pa tvori tudi žlindro, ki dodatno ščiti var pred atmosfero in upočasnjuje ohlajanje zvara. Ko se var ohladi, je treba žlindro odstraniti, da vidimo končni zvar.
Med varjenjem se elektroda odtaljuje in jo moramo zatorej zamenjati ko se nam ta obrabi. Menjavanje elektrod nam poleg odstranjevanja žlindre predstavlja izgubo časa pri postopku varjenja, kar pomeni da je ročno obločno varjenje ena najzamudnejših vrst varjenja. Dejanski čas varjenja tako predstavlja nekje 25% vsega časa porabljenega za spajanje kovin po tem postopku.
.
Uporaba tehnike varjenja je tako odvisna od elektrode ki jo uporabljamo, materiala in sestave varjenca ter lege varjenca. Izbira elektrode ter lege varjenja nam določata hitrost varjenja. Vodoravni var je najmanj zahteven in ga lahko varimo z elektrodami, ki se hitro talijo, vendar ohlajajo počasi. S tem dosežemo visoko hitrost varjenja. Poševno, vodoravno ali varjenje z zgoraj navzdol zahtevajo že bolj izkušenega varilca in pogosto nujo uporabe elektrode ki se hitro ohlaja, kar preprečuje stekanje vara s področja varjenja. Te elektrode se po navadi tudi počasneje odtaljujejo, kar pomeni da smo primorani variti počasneje.

### Kakovost
Najpogostejše težave s kakovostjo vara pri ROV so povezane z brizganjem, poroznostjo, slabim taljenjem, plitko pretaljenostjo in pokanjem vara. Brizganje vara nima vpliva na sam var, ampak škodi le izgledu vara in povečuje stroške čiščenja. Brizganje je lahko posledica prevelikega varilnega toka, predolgega obloka ali celo odklona obloka, zaradi magnetnega polja. Brizganje lahko povzroča tudi poroznost v zvaru, ki lahko vsebuje nečistoče zaradi prevelike hitrosti varjenja in predolgega obloka, posebno tedaj, ko varimo z elektrodami katerih plašč vsebuje malo vodika. Poroznost, ki jo običajno odkrivamo z neporušnimi preizkusi zvara,  lahko resno zmanjšuje kakovost zvara. Slaba pretaljenost zmanjšuje trdnost zvara. Povzroča jo nizek varilni tok, nečist zvarni stik ali uporaba neprimerne elektrode. Slabo pretaljenost odpravimo z zvečanjem varilnega toka in z uporabo tanjše elektrode. Na porušitev zvara lahko vpliva še visoka vsebnost ogljika ali žvepla v osnovnem materialu. To povzroča pokanje, posebno takrat ko varjenca ne predgrevamo in ne uporabljamo elektrod z nizko vsebnostjo vodika. Izogibamo se prednapenjanju varjenca, saj bi to povzročilo pokanje vara med ohlajanjem.

### Varnost pri delu
Ročno obločno varjenje, je prav tako kot ostali postopki varjenja lahko nevarno in zdravju škodljivo, če ne upoštevamo pravilnih varnostnih ukrepov. Proces je sestavljen iz nezaščitenega električnega obloka, kateri predstavlja nevarnost opeklin. Pred opeklinami se zaščitimo z osebno zaščitno opremo, katere del so debele usnjene rokavice, delovna obleka z dolgimi rokavi, ter usnjen predpasnik. Poleg toplote, oblok seva tudi ultraviolično svetlobo, ki lahko resno poškoduje roženico. Kot zaščito za oči uporabljamo zaščitne maske z zatemnjenim steklom. Novejše maske imajo samozatemnilno steklo, katero se zatemni pri osvetlitvi z večjo gostoto UV svetlobe. Okolico varilnega mesta zaščitimo pred sevanjem s prozornimi varilnimi zavesami narejenimi iz plasti PVCja, katere ustavijo UV žarke, ki sevajo iz obloka. Te folije pa ne moremo zamenjati z zatemnjenim stekelcem uporabljenim na varilni maski.
Varilec je izpostavljen tudi škodljivim plinom in majhnim delcem, ki izparevajo iz področja varjenja med razpadanjem oplaščenja elektrode. Dim, ki se sprošča vsebuje različne tipe oksidov, kateri so zdravju škodljivi in rakotvorni. Velikost dimnih delcev predstavlja toksičnost dima. Manjši kot so delci, bolj je dim škodljiv. Med varjenjem nastajajo plini kot sta ozon in ogljikov dioksid, katera sta nevarna, če prostor ni dobro prezračevan, saj se varilec lahko zaduši.

## Oprema
Glavna sestavna dela za postopek ročnega obločnega varjenja sta vir toka in elektroda. Elektroda je vpeta v držalo in je preko kabla povezana z virom toka. Na drugem kablu pa imamo klešče, s katerimi privedemo nasprotni električni pol do varjenca.

### Vir toka
Vir toka pri varjenju nam mora zagotavljati stalen tok, tako da nam oblok gori z dokaj konstantno temperaturo, tudi če se dolžina obloka ali napetost spreminjata. To je zelo ugodno, saj je pri ročnem varjenju težko držati stalno dolžino obloka. Izkušeni varilci pa lahko zaradi nihanja napetosti direktno z dolžino obloka uravnavajo temperaturo varjenja.
Polariteta toka pri postopku ročnega obločnega varjenja je odvisna od elektrode ki jo uporabljamo in zaželenih lastnosti vara. Enosmerna napetost s pozitivnim polom na elektrodi povzroči večje segrevanje elektrode in s tem večje odtaljevanje, ter plitvejši uvar. Če zamenjamo polariteto tako, da je na elektrodi negativen naboj in na varjencu pozitiven, se nam varjenec globlje pretali. Pri izmenični napetosti se nam napetost zamenja 100 krat v sekundi, tako da se toplota enakovredno porazdeli in sta odtaljevane elektrode in varjenca nekje v ravnovesju.
Pri ročnem obločnem varjenju morajo imeti viri toka padajočo statično karakteristiko, to je padajoča odvisnost napetosti od toka. Ko varilni toki narastejo na tok kratkega stika, nam napetost pade na 0. Vir s statično karakteristiko, katere napetost prostega teka je konstantna nam pove, da na transformatorju ne moremo spreminjati števila ovojev ne na primarnem, kot tudi ne na sekundarnem navitju, niti kako drugače nastaviti napetosti prostega teka [slika 5 a]. Po drugi strani imamo vire, katerim lahko reguliramo napetost prostega teka [slika 5 b]. V splošnem lahko padajočo statično karakteristiko dosežemo na več načinov: s spreminjanjem položaja primarnega in/ali sekundarnega navitja, s položajem jedra transformatorja, ki poveča magnetno upornost v njem, s posebnim magnetnim uporom med primarnim in sekundarnim navitjem ali pa s posebno dušilko, ki ji pravimo transduktor.

Osnovni del opreme za ROV je transformator el. toka, za enosmerni tok pa potrebujemo še usmernik. Transformator nam visoke napetosti spremeni v nižje in pri tem poveča tok. Iz 220V pri toku 50A nam transformator naredi okrog 17-45 V pri tokih do 600A. Za to spremembo imamo več vrst transformatorjev, npr.: več navojni transformatorji, inverterji... Vsaki uporablja za to pretvorbo različno metodo. Transformatorjem z navitji lahko nastavljamo tok s spremenljivim številom sekundarnih navojev na transformatorju [slika 5 b], ali pa z regulacijo razdalje med prvim in drugim navitjem transformatorja. Inverterji, ki so veliko manjši in lažji pa za to uporabljajo elektronske komponente.
Kot prenosne vire toka pogosto uporabljamo generatorje ali alternatorje. Njihova uporaba je v industriji zelo zapostavljena, zaradi majhnega izkoristka in visoke cene. Prav tako je potrebno vzdrževanje le-teh zaradi pogonskega dela. Največja prednost uporabe generatorjev pa je na terenu, kjer ni drugih virov toka, da bi jih transformirali. 

### Elektrode
Elektrode za ROV izbiramo glede na  material iz katerega je varjenec, glede na lego varjenja, in glede na želene lastnosti zvara. Elektrode so oplaščene s plaščem, kateri med razpadanjem sprošča pline in dezoksidante, ki čistijo var. Ko plašč razpada (gori) nastaja tudi žlindra, ki ščiti var. Oplaščenje med drugim zagotavlja tudi stabilnost obloka, ter oskrbuje var z legirnimi elementi, ki le-tega izboljšujejo. Elektrode lahko razdelimo v tri skupine: tiste ki se hitro talijo (fast-fill), tiste ki so narejene za hitro strditev vara (fast-freeze), ter vmesne elektrode (fill-freeze ali fast-follow). Elektrode ki se hitro talijo nam zagotavljajo hitrejše varjenje, medtem ko so hitro strjujoče elektrode potrebne za varjenje v legah pri katerih bi nam var lahko odtekal preden se strdi.
Za varjenje jekla po navadi uporabljamo elektrode, ki so po sestavi blizu osnovnemu materialu. Prav tako se elektrode, katerih sestava je podobna osnovnemu materialu, uporablja pri varjenju 
aluminija in bakra. Zgodi se pa tudi to, da zaradi določenih zahtev varimo z elektrodo, ki ima sestavo jedra bistveno drugačno od sestave materiala varjenca. Kot primer so inox elektrode, ki jih pogosto uporabimo za zvarjenje dveh kosov iz ogljikovih jekel, ali pa za zvarjenje nerjavečega jekla z ogljikovim jeklom, podobno pa varimo tudi sivo litino v hladnem z nikljevimi elektrodami.
Plašč elektrod sestavljajo mešanice različnih sestavin, kot so rutil, kalcij, fluorid, celuloza, in železov prah. Rutilne elektrode so sestavljene nekje iz 25%-45% TiO2 (rutil) in so zelo preproste za uporabo. Teme zvara je lepo na izgled, vendar pustijo v zvaru veliko vsebnost vodika, kar pomeni manjšo trdnost zvara. Elektrode, ki vsebujejo kalcijev fluorid (CaF2) so poznane kot bazične elektrode, oziroma elektrode z majhno vsebnostjo vodika. Te so higroskopične, se pravi da jih moremo shranjevati na suhem. Teme zvara narejenega s to elektrodo je grobo in konveksne oblike. Celulozne elektrode, katerim je po navadi  dodan še rutil, zagotavljajo globoko prevarjenost, vendar jih moramo zaradi visoke vsebnosti vlage v njih sušiti, da preprečimo pokanje vara. Železov prah je zelo pogost dodatek v oplaščenje elektrod, saj izboljša produktivnost elektrode, tudi do dvakrat.
Za  prepoznavnost različnih vrst elektrod, se je vpeljalo označevanje s štiri do pet mestno številko. Oplaščene elektrode narejene iz šibko oziroma nelegiranih jekel imajo predznak E, kateri sledita dve števki, ki nam povesta natezno trdnost zvara. Tretja števka nam poda žilavost in specifični raztezek zvara. Črka P nam pove vrsto oplaščenja, za njo pa je četrta števka, ki nam pove varilno lego te elektrode, ter peta številka, ki nam pove polariteto za uporabo te elektrode. 
E.X1X2X3PX4X5XH
E - elektroda za elektro obločno varjenje
X1X2 - natezna trdnost zvara
X3 - žilavost in specifični raztezek
P - črka, ki podaja vrsto oplaščenja
X4 - varilna lega
X5  - napetost praznega teka – polariteta
XH - vsebnost vodika v zvaru

Posebne elektrode se označujejo na drugačen način. Nekaj primerov:
Visoko produktivne__E.X1X2X3 RR 150X4X5XH__150 : h =150 %
Legirane elektrode__E.CrMoB262H__Cr=2,4 in Mo=1,0 %
Avstenitne elektrode__E.19.9NbR26__(inox R 19/9 Nb) Cr=19, Ni=9%
Feritne elektrode__E.17B13036Y__(inox B17Fe) Cr=17%  h=130%

## Različice procesa
Čeprav je ROV skoraj povsem ročna metoda varjenja, obstaja poseben postopek, poznan kot gravitacijsko varjenje oziroma gravitacijsko obločno varjenje. To nam služi kot avtomatizirana metoda obločnega varjenja z oplaščeno elektrodo, pri katerem se uporablja držalo elektrode pritrjeno na nagnjeno palico vzdolž po dolžini zvara. Ko proces enkrat začnemo, se ta nadaljuje dokler nam elektroda ne ugasne, kar omogoča varilcu, da opravlja z več sistemi gravitacijskega obločnega varjenja hkrati. Uporabljene elektrode so po navadi močno oplaščene in po navadi 0,8 m dolge, ter 6 mm debele. Prav tako kot pri ROV potrebujemo tudi pri gravitacijskem varjenju z oplaščeno elektrodo vir enosmernega toka z negativno nabito polariteto na elektrodi, ali pa izmenični tok.
Zaradi porasta pri uporabi polavtomatskih procesov varjenja kot na primer obločno varjenje s stržensko elektrodo, je popularnost gravitacijskega varjenja upadla, ker je gospodarska prednost te metode majhna. Druge metode povezane s postopkom ročnega obločnega varjenja, ki jih zasledimo še redkeje so eksplozijsko varjenje, kot avtomatsko metodo za varjenje sočelnih in kotnih zvarov, ter varjenje z masivnimi elektrodami. To je postopek za varjenje večjih komponent ali struktur, ki lahko navari do 27 kg vara v uri.